# Филипо Сколари
Филипо Сколари или Пипо Спано (на италиански: Philippo Scolari, Pipo Spano или Pipo Ozorai; 1369 – 1426), познат в българския юнашки епос като Филип Маджарин, е италиански кондотиер на служба при унгарския император Сигизмунд. Рицар и член на Ордена на Дракона, участвал във военните кампании срещу османците на Балканите и срещу хуситите в Бохемия.

## Произход
Филипо Сколари е роден е през 1369 г. в Тоскана, в дома на обеднял флорентински благородник от Тизано, градче, намиращо се в близост до Флоренция. Пипо пристига за първи път в Унгария през 1382 г., в компанията на търговеца Лукас Печиа, и постъпва на служба като ковчежник на крал Сигизмунд, от когото получава замъка в град Симонторня (Шимонторня). Етимологията на името му Пипо идва от народната форма на Филипо. Италианецът е натоварен с нелеката задача да отговаря за хазната на кралството и да осигурява ресурси за войните с османците. Сколари е назначен и за главен надзорник на златните мини на кралството, и е изпратен в Босна, където успява да подчини бунтуващите се феодали след смъртта на крал Твърдко I.

## Битката при Никопол
Сколари взима участие в антиосманския кръстоносен поход през 1396 г., завършил с катастрофалната за християнските сили битка при Никопол. Сколари, заедно с крал Сигизмунд, великия магистър на ордена на Свети Йоан – Филибер дьо Наяк и малък брой рицари успява да се измъкне от погрома на борда на галера, с която се спуска по река Дунав, минава през крепостта Калиакра в Добруджанското деспотство и след дълги перипетии достига до Унгария. От 1387 г. вече служи при архиепископа на Естергом, а след това преминава под пряко кралско разпореждане. През 1398 г. Пипо се жени за Барбара – дъщеря на унгарския благородник Андрей Озора, откъдето по-късно получава името Озорай. Следва труден период на конфликт и претенции за трона от страна на краля на Неапол, в резултат на които Сигизмунд е предаден от някои благородници и през 1401 г. е затворен в замъка Вишеград. След като кралят губи властта си, феодалите открито се подчиняват на краля на Неапол. През 1403 г. силите на Неаполитанското кралство стоварват десант в Задар на Адриатическото крайбрежие и Пипо е принуден да отстъпва. През същата година италианецът, който остава лоялен на Сигизмунд, си връща Естергом. Сколари нахлува отново в Босна, където принуждава неаполитанците да бягат, а бунтовниците да молят за прошката на Сигизмунд. Във Виена Пипо е издигнат от краля за Бан на Темешвар (Тимишоара), като му е наредено да изгради система от унгарски гранични крепости, които да спрат османската инвазия. Като владетел на граничната област, на Сколари се налага да влезе в директен сблъсък с турските нашественици, откъдето трайно навлиза и в българския фолклор.

## Рицар на Дракона
През 1404 г. Филипо Сколари става рицар на престижния Орден на Дракона (Societas Draconistarum) на император Сигизмунд. Членове на Ордена, освен Сколари, са Янош Хуняди, Влад Цепеш и българският принц Фружин, с когото са близки. През 1410 г. Пипо е изпратен от унгарския владетел в Италия с мисията да прекъсне връзките на италианските градове-държави с Неапол. Сколари заминава първоначално за родната си Флоренция, където е приет с големи почести, след това отива във Ферара, където се среща с Николо III д’Есте. През август 1410 г. Сколари е приет от Антипапата Йоан XXIII, а през септември пристига във Венеция. Скоро след това Сигизмунд започва война с Венецианската Република за Далмация. През есента на 1411 г. армия от 12 хиляди конници и 8 хиляди пехотинци под командата на Сколари навлиза в областта Фриули и превзема Аквилея, Удине и Виторио Венето. През август 1412 г. Сколари претърпява поражние в битката при Мота от венецианските кондотиери Карло I Малатеста и Пандолфо Малатеста. През януари-април 1413 г. участва и във втория унгарски поход срещу Венеция, стигайки чак до Верона. Войната срещу Серанисимата завършва с петгодишното примирие от Кастелуто на 17 април 1413 г. През 1414 г. взима участие в Съвета в Констанц, където император Сигизмунд му поверява охраната на Антипапата Йоан XXIII. На следващата година банът на Озорай присъства на екзекуцията на бунтовника Ян Хус в Констанц. Той воюва с турците през 1417 г. във Влашко, през 1418 г. при Белград и през 1419 г. в Босна. За заслугите му Сигизмунд го награждава, като му дава Северин и Оршова.

## Хуситски войни
Изгарянето на клада на Ян Хус – идеолога на чешката Реформация, предизвиква буря от недоволство в Бохемия, насочено срещу свещениците на Ватикана и слага началото на т.нар. „Хуситски войни“. Император Сигизмунд и папата обявяват кръстоносен поход срещу хусистите. През 1420 г. Пипо Спано е изпратен в Бохемия, като един от военачалниците на унгарската армия, като задачата му е да смаже бунта на последователите на Ян Хус. Под негова команда е и сръбската кавалерия на деспот Стефан Лазаревич, който като васал на императора също изпраща войски. През януари 1420 г. армията на Сигизмунд обсажда Прага, но е разбита от Ян Жижка в битката при Витков хълм. Атаката се води от Сколари, но рицарите са разбити, а в самото сражение загива Хайнрих фон Исенбург. След като са отблъснати пред Прага, през 1421 г. кръстоносците подемат полева война и неуспешно опитват да стигнат до решително сражение при Кутна Хора. Победени са от хуситите отново в битката при Немецки брод. Слуховете, че Сколари е убит в Бохемия, довеждат до нова османска атака във Влахия срещу неговия съюзник – войводата Дан II. Повикан от Стефан Лазаревич, Сколари се завръща в Сърбия и отново се насочва срещу османците.

## Последни кампании
През 1423 г. Филипо Сколари е изпратен във Влахия, за да прогони Раду Празнаглава, незаконен син на Мирчо Стари, който с подкрепата на турците се опитва да свали законния войвода Дан II. Разбива турците край Дунава.
През 1425 г. Сколари, Дан II и българският принц Фружин минават Дунава, разбиват османците при Ветрен и превземат за кратко Силистра. Отблъснати са от турската армия на Фирус бег. Същата година Сколари отново разбива турците край Видин, но не успява да задържи града. През септември 1426 г. той е повикан на помощ от сръбския деспот Стефан Лазаревич и разбива турците в тежко сражение край Голубац, където и двете страни дават сериозни жертви. Това е последната кампания на Сколари. Той получава удар и скоро след това почива в имението Липова, като гост на Фружин. Погребан е в Секешфехервар в близост до кралската гробница.

## Пипо Спано в народната памет на Балканите
Два са мотивите, с които е познат Филип Маджарин в българския юнашки епос. Според първия в отсъствието на Крали Марко, Филип пленява дворците на Марко, залюбва жена му, майка му заробва и ги завежда в Маджара града. Марко отива в маджарската земя, погубва Филип и освобождава заробените. Според втория, Филип, след като е погубил много юнаци и жените им грабнал, се хвали, че ще убие и Марко (който е неженен), и ще вземе майка му за робиня. Марко, като научава за тая хвалба, отива в Маджара града, бие се с Филип, убива го, освобождава робините и грабва Филипица, която завежда в Прилеп за робиня на майка си.

## Семейство
Филипо има брак с Барбара – дъщеря на унгарския благородник Андрей Озора, поради което по-късно е наричан и Филипо Озорай.